# Pont de Chatou (Vlaminck)
Pour les articles homonymes, voir Pont de Chatou.
Pont de Chatou est un tableau réalisé par le peintre français Maurice de Vlaminck en 1906. Cette huile sur toile est un paysage urbain exécuté dans le style fauve. Elle représente une péniche à quai devant le pont ferroviaire de Chatou, lequel franchit la Seine entre Chatou et Rueil-Malmaison, en région parisienne. Partie des collections du musée national d'Art moderne à Paris, elle se trouve en dépôt au musée de l'Annonciade, à Saint-Tropez, depuis le 13 mars 1972.